# مسجد جامع جی
مسجد جامع جی مربوط به دوره سلجوقیان است و در اصفهان، پل شهرستان، تپه جی واقع شده و این اثر در تاریخ ۲۳ شهریور ۱۳۸۲ با شمارهٔ ثبت ۱۰۰۶۲ به‌عنوان یکی از آثار ملی ایران به ثبت رسیده است.